# Heinkel HD 17
Heinkel HD 17 – niemiecki samolot rozpoznawczy i myśliwski, zaprojektowany i zbudowany w Niemczech po zakończeniu I wojny światowej. Opracowana przez przedsiębiorstwo Heinkel.

## Historia
Samolot Heinkel HD 17 powstał na zamówienie amerykańskiej firmy Cox-Klemin. W latach 1923 - 1924 zaprojektowano i wybudowano dwie maszyny różniące się zastosowanym napędem. W HD 17 o numerze W.Nr. 216 otrzymała pojedynczy widlasty silniki Napier Lion XI o mocy maksymalnej 580 KM a o numerze W.Nr. 217 dwunastocylindrowy Liberty L 12 o mocy 450 KM. Ukończone maszyny oblatano w 1924 roku a następnie dostarczono do Stanów Zjednoczonych. Tam, Cox-Klemin, nadając samolotom własne oznaczenie CO-1 i CO-2, zgłosiła je do konkursu na nowy samolot rozpoznawczy dla United States Army. Latem 1924 roku amerykańska armia przeprowadziła testy obydwu maszyn, nadając im własne próbne oznaczenia P-377 i P-379. Heinkel nie został przyjęty na wyposażenie armii a obydwa samoloty sprzedano w ręce prywatne.
16 kwietnia 1922 roku Niemcy i Rosyjska Federacyjna Socjalistyczna Republika Radziecka we włoskim Rapallo podpisały porozumienie, w ramach którego zrzekały się wobec siebie roszczeń wynikających ze strat poniesionych podczas wojny, nawiązywały stosunki dyplomatyczne i gospodarcze. Wśród tajnych postanowień układu znalazł się między innymi zapis, na podstawie którego strona radziecka umożliwiła Niemcom zorganizowanie na terenie własnego kraju ośrodka lotniczego do szkolenia własnych kadr. W ten sposób w 1925 roku powołano do życia Szkołę Pilotów Wojskowych w Lipiecku. Na jej wyposażenie weszły jednomiejscowe Fokkery D.XIII, na których zamierzano szkoli pilotów myśliwskich. Plany szkoleniowe zakładały również treningi dla pełniących rolę tylnych strzelców obserwatorów, mających znaleźć się na pokładach przyszłych ciężkich, dwumiejscowych myśliwców Reichswehry. Ten typ misji szkoleniowych w Lipiecku miały realizować dwumiejscowe HD 17, których siedem egzemplarzy zamówiono. Maszyny, w porównaniu do wersji amerykańskie poddano modyfikacjom, zastosowano mocniejszą jednostkę napędową Napier Lion XI. Tak zmodernizowana konstrukcja po raz pierwszy wzbiła się w powietrze 16 kwietnia 1926 roku. Do końca maja 1926 roku wyprodukowano wszystkie zamówione egzemplarze, które pod koniec lata tego samego roku trafiły do Lipiecka. W wyniku wypadku podczas lądowania, 7 października 1927 roku utracono jedną maszynę. W 1933 roku na stanie znajdowały się cztery Heinkle.

## Konstrukcja
Heinkel HD 17 był dwupłatową maszyną o mieszanej konstrukcji. Szkielet kadłuba wykonano z czterech podłóżnic, usztywnionymi mocowanymi na ukos stalowymi rurami i stalowymi linkami wewnątrz konstrukcji, całość nadawała kadłubowi prostokątny przekrój. Kadłub w przedniej części, z silnikiem, zbiornikiem paliwa aż do przegrody ogniowej tuż przed przednim fotelem załoganta, pokryty był aluminiową blachą. Pozostałą część kadłuba pokrywało płótno. Łoże silnika zbudowano ze stalowych rur. Dwudźwigarowe, drewniane skrzydła z żebrami wykonanymi ze sklejki, pokryte częściowo sklejką a częściowo płótnem. Górny płat, wyposażony w lotki i wewnętrzny zbiornik paliwa, mocno wysunięty do przodu. Obydwa skrzydła połączono ze sobą zastrzałami w kształcie litery N. Górny płat opierał się na wykonanej ze stalowych rur konstrukcji łączącej go z górną częścią kadłuba. Wykonane ze stalowych rur, pokryte z zewnątrz płótnem kratownice, tworzyły wewnętrzną strukturę statecznika pionowego i powierzchni sterowych stateczników poziomych. Stateczniki poziome wykonane z drewna, z możliwością zmiany ich kąta zaklinowania w locie. Podwozie stałe z płozą ogonową, amortyzowane gumowym zawieszeniem. 